# Morpholeria naganensis
Morpholeria naganensis är en tvåvingeart som beskrevs av Okadome 1969. Morpholeria naganensis ingår i släktet Morpholeria och familjen myllflugor. Inga underarter finns listade i Catalogue of Life.